# Бахреинци
Бахреинци (арап. بحراني ، بحارنة( шиитска су муслиманска етнолингвистичка скупина која углавном насељава историјску област Источна Арабија. Научници их сматрају првобитним становницима Бахреинског архипелага. Већина становника Бахреина шиитске вјероисповијести су Бахреинци. Области у којој су Бахреинци већина су Источна Арабија (Бахреин, саудијски градови Катиф и Ел Хаса), са историјском дијаспором у Кувајту (Бахреинци у Кувајту), Катару, Уједињеним Арапским Емиратима, Оману, Ирану и Ираку.

## Име
Термин Бахреинци користи се како би се Бахреинци разликовали од осталих шиита у Бахреину, као што су Персијанци у Бахреину за које користи термин Аџам, као и од сунитских досељеника из Наџда који су познати као Ел Араб (Арапи).
Хасавиди из Ел Хаса се етнични разлику од Бахреинаца.
У Уједињеним Арапским Емиратима, термин Бахреинци се користи шиите који говоре арапски без обзира на њихово поријекло.

## Етимологија
На арапском језику, бахрајн је множина од ријечи бахр (море), према томе ел Бахрајн значи „Два мора”. Међутим, на која два мора се првобитно то односила остаје нејасно. Термин се пет пута јавља у Курану, али се односи на данашње острво — првобитно Арапима познато као Авал — него на оазе у Катифу и Хаџару (данашњи Хасе). Није јасно када се термин почео односити само на Авал, али то се догодило вјероватно након 15. вијека.
Данас, бахреинска „Два мора” могу се односити на заливе источно и западно од стрва, мора сјеверно и јужно од острва или слану и слатку воду изнад и испод земље.